# فرودگاه آبی لک لا کریکس
فرودگاه آبی لک لا کریکس  (به انگلیسی: Lac La Croix Water Aerodrome) یک فرودگاه همگانی است که یک باند فرود آب دارد. این فرودگاه در کشور کانادا قرار دارد و در ارتفاع ۳۶۱ متری از سطح دریا واقع شده است.